# Огнен
Òгнен е село в Югоизточна България, община Карнобат, област Бургас.

## География
Село Огнен се намира на около 57 km запад-северозападно от центъра на областния град Бургас, около 14 km запад-северозападно от общинския център град Карнобат и около 35 km североизточно от град Ямбол. Разположено е в Източна Стара планина, в североизточните подножия на Терзийски баир, по склон с преобладаващ наклон на изток-североизток. Надморската височина в центъра на селото е около 282 m. Климатът е преходно-континентален.
Общински път води от Огнен на запад след разклон към селата Терзийско – на юг и Лозица – на север, а на изток – през село Искра към връзка с първокласния Подбалкански път.
Землището на село Огнен граничи със землищата на: град Сунгурларе на север; село Горово на североизток; село Искра на изток; село Церковски на югоизток (около 7 m обща граница при язовир); село Венец на юг; село Терзийско на запад; село Лозица на северозапад.
В землището на Огнен има 4 язовира.

## История
След Руско-турската война 1877 – 1878 г., по Берлинския договор 1878 г. селото остава в Източна Румелия; присъединено е към България след Съединението през 1885 г.
През 1934 г. селото с дотогавашно име Българско Бей кьой е преименувано на Огнен.
Да се даде точен отговор на въпроса кога е положено началото на село Огнен е изключително трудно. Но землището му е изключително богато на керамични находки, които показват, че в близост и около селото е развивана човешка дейност от древни времена. На юг от селото има струпване на множество могили, които също доказват, че тук е имало живот от хиляди години. За първи път землището в което се намира селото влиза в българските предели 705 година като сключен договор за мир между хан Тервел и Юстиниан II. Тогава българският владетел получава Загорието. Районът на Задбалканските котловини е бил векове буферна зона между българската и византийската държава. В началото на 3 век възниква крепостта Лардея в близост до село Лозенец. Един от маршрутите от планината до тази крепост минава през село Българско Бей кьой (Огнен) и през ниската част на село Аладаглий и водел право в крепостта, а от там за Ямбол и Одрин. Този маршрут е правил село Огнен стратегически важно. Късноантична крепост Крачана се намира в едноименната местност. Крепостта е изградена в най-източните части на Терзийския баир, върху рида „Бейски кайряк“, част от местността „Крачана“. „Бейски кайряк“ е плато с добра видимост на север към Подвиската крепост и на изток към Зименската крепост. Има отвесни източни стръмнини към река Мочурица. Реката тече северно и източно под укреплението. Югоизточната му стена е дълга 105 m. От юг, югозапад, където е най-достъпна, има следи от ров и вал. От североизток, север и северозапад не личат следи от крепостна стена, може би поради естествената непристъпност на терена. От североизток има малък дол с вода. Крепостната стена е била изградена от обработен камък, споен с хоросан, смесен със счукана тухла. Керамиката е от IV-VII век.
Документи дават сведения за селото от 24 април 1690 година. Тогава селото се е казвало Бей Гюберан. В документите пише, че то е било вакъф на покойния Руккас Синан бей и е наброявало 262 домакинства, от които повече от 30 са приели насилствено исляма. Беят обаче е живял един век преди датата в този документ, което означава, че селото има над пет вековна история. Тогава мюсюлманите не са плащали данък джизие и затова останалите християнски семейства са били принудени да плащат и за тези над 30 семейства мохамедани. Френския пътешественик Жак Бонгарс пресякъл през 1585 г. земите на Карнобатския и Айтоския край пише в своите хроники за плодородието и изобилието от овчи стада. Земите около селото са били известни още тогава с пшеницата, ечемикът, нахута и лещата, произвеждал се е мед и първокачествено масло.

## Население
Населението на село Огнен наброява 1029 души при преброяването към 1934 г. и 1106 към 1946 г., намалява до 431 към 1985 г. и е 152 души (по текущата демографска статистика за населението) към 2021 г.

### Етнически състав
Преброяване на населението през 2011 г.
Численост и дял на етническите групи според преброяването на населението през 2011 г.:
|                     | Численост |
| Общо                | 208       |
| Българи             | 138       |
| Турци               | 17        |
| Цигани              | 9         |
| Други               | -         |
| Не се самоопределят | -         |
| Неотговорили        | 44        |

## Религии
Изповядваната религия в село Огнен е – предимно, православно християнство.

## Обществени институции
Село Огнен към 2022 г. е център на кметство Огнен.

## Културни и природни забележителности
На километър от селото се намира местност наречена „Крали Марковата стъпка“ – това е малко водопадче, за което се носи легендата, че на дъното има няколко образувания (стъпката на крали Марко и отпечатък от неговия бастун). От там и идва наименованието на местността. Малко по-нататък от тази местност има чешма наречена „Миховска“, от нея тече бистра и студена вода.

## Редовни събития
Събор на селото се е провеждал всяка година на 15 май, но традицията е прекратена, понеже хората са предимно възрастни и организацията липсва. Но от 2008 година се провежда молебен за дъжд. В този ден се коли овца прави се курбан в центъра на селото. Молят се на майката земя за плодородна година с дъжд и без градушки.

## Други

### Кухня
Кухнята на огненци е традиционно българска. Правят се изкусни баници с домашно овче сирене и хубаво гъсто кисело мляко.